# Mufarrag ibn Sallam
Mufarrag ibn Sallam (en arabe مفرق بن سلام, Mufarraq ibn Sallām) est le deuxième émir musulman de l'émirat de Bari.

## Biographie
Ses relations avec le premier émir, Khalfun, sont inconnues, mais il arrive au pouvoir après la mort de ce dernier vers 850. Mufarrag a adressé une pétition au calife abbasside et au gouverneur de l'Égypte pour qu'il soit reconnu comme l'émir de Bari et des Pouilles au nom du califat, mais il n'obtient pas de réponse. Il étend le territoire musulman aux Pouilles et à d’autres terres du sud de l’Italie. Il est mort assassiné en 857 ; son successeur est Sawdan.